# Sharon van Rouwendaalová
Sharon van Rouwendaalová (* 9. září 1993 Baarn) je nizozemská plavkyně, která získala úspěchy v mezinárodních soutěžích v bazénu i na otevřené vodě.
Vyrůstala s rodiči ve Francii, pak začala navštěvovat plavecký institut v Eindhovenu. V roce 2008 se stala juniorskou mistryní Evropy na 1500 m volný způsob. Na mistrovství Evropy v plavání v krátkém bazénu 2010 získala stříbrné medaile v závodech na 100 m i 200 m stylem znak. Na mistrovství světa 2011 byla třetí na 200 m znak. Při svém olympijském debutu doplatila na zraněné rameno a na Letních olympijských hrách 2012 vypadla v rozplavbě na 100 m znak, byla semifinalistkou na znakařské dvoustovce a s polohovou štafetou obsadila ve finále šesté místo. Na mistrovství světa v plavání v krátkém bazénu 2014 byla členkou nizozemského týmu, který vyhrál štafetu na 4×200 m volný způsob ve světovém rekordu.
Pak se zaměřila na dálkové plavání jako hlavní disciplínu. Na mistrovství Evropy v plaveckých sportech 2014 získala zlatou medaili v desetikilometrovém maratonu i v závodě smíšených družstev. Na MS 2015 získala stříbrnou medaili na 400 m volným způsobem v bazénu i na 10 km v otevřené vodě. Na LOH 2016 vyhrála závod žen na 10 km. V roce 2018 se stala evropskou šampionkou na pětikilometrové a desetikilometrové trati i v závodě družstev. Evropský titul na 5 km i 10 km obhájila v Budapešti v květnu 2021. Na tokijské olympiádě pak obsadila druhé místo, když ji o necelou sekundu porazila Ana Marcela Cunhaová z Brazílie.
Od roku 2020 se Sharon van Rouwendaalová připravuje v Magdeburgu v tréninkové skupině Bernda Berkhahna. Na MS 2022 byla první na 10 km a třetí na 25 km. V srpnu téhož roku získala třetí evropský titul na pětikilometrové trati v řadě. Z mistrovství světa v plaveckých sportech 2024 přivezla zlaté medaile ze závodů na 5 km i na 10 km. Díky prvenství na LOH 2024 v Paříži se stala první osobou, která dokázala vyhrát olympiádu v dálkovém plavání podruhé. V únoru 2025 oznámila, že vynechá světový šampionát v tomto roce a zváží další pokračování kariéry.